# Moen, Møre og Romsdal
Moen är en ort i Hustadvika kommun i Møre og Romsdal fylke i västra Norge. Orten ligger där fylkesväg 64 och fylkesväg 663 möts, cirka sex kilometer sydöst om kommunens centralort Elnesvågen.
Orten utgör en del av tätorten Sylte.